# Raja Club Athletic (féminines)
Cet article concerne la section féminine du RCA. Pour le club lui-même, voir Raja Club Athletic.
Pour le club omnisports, voir Raja Club Athletic (omnisports).
Pour les articles homonymes, voir RCA.
Maillots
La section féminine du Raja Club Athletic, couramment abrégée en Raja CA féminin ou simplement RCA (en arabe : نادي الرجاء الرياضي, Nādī ar-Rajāʾ ar-Riyāḍi), est un club de football féminin marocain fondé en 2002 à Casablanca, et l'une des nombreuses sections du Raja Club Athletic, club omnisports fondé le 20 mars 1949 à Derb Sultan.
Affilié à la Fédération royale marocaine de football, le club évolue au Championnat marocain depuis son inauguration en 2002. L'équipe joue ses rencontres au Stade Tessema, propriété du Raja Club Athletic, qui est située au quartier de Sbata, dans la préfecture d'Aïn Chock. En août 2022, le Raja Club Athletic fait acquisition du Club Sportif Atlas 05 et regagne la division d'élite.

## Histoire

### Succès (2006-2012)
Alors que le championnat se déroulait depuis sa création au niveau des ligues régionales, pour jouer ensuite les phases finales au niveau national, la Fédération royale marocaine de football opère un grand changement à l'aube de la saison 2007-2008; le championnat se jouera désormais sur deux poules nord et sud, les meilleures équipes des deux groupes s'affronteront ensuite aux play-offs.
En 2008, le football féminin national voit l'introduction du trophée tant attendu, la Coupe du Trône de football féminin. La première édition est alors remportée par le FC Berrechid.
Au terme de la saison 2008-2009, qui a vu les hommes remporté le championnat, les dames du Raja terminent pour la première fois vice-championnes du Maroc derrière le Raja Aïn Harrouda.
Le 25 novembre 2010, les verts et blancs réussissent à s'adjuger leur premier titre, la Coupe du Trône, en écrasant la Renaissance Sportive de Tan-Tan en finale sur le score de 6-1. Les saisons 2008-2009 et 2009-2010 sont considérés comme l'âge d'or de la section féminine du Raja Club Athletic.

### Baisse de niveau et interruption (2012-2015)
En 2015, le Raja, avec 17 points, est huitième du groupe nord du championnat qui comprend 10 équipes. En effet, le Raja ne joue plus les premières places et devient une équipe du milieu de tableau.
Lors de la saison 2015-2016, la section féminine du Raja CA se classe sixième du groupe nord du championnat mais à cause d'une large défaite au derby sur le score de 5 buts à 0, officiellement les dames tombent en deuxième division.

### Résurrection (depuis 2021)
Le 8 mars 2021, à l'occasion de la journée internationale des femmes, Rachid Andaloussi, le président du Raja Club Athletic annonce la réouverture de la section féminine du club.
Le 9 mars 2022, le président Anis Mahfoud et la responsable de la commission du football féminin Nawal El Idaoui présentent le nouveau sponsor de l'équipe féminine; Nana, marque d'hygiène féminine. Le 12 mars, le Raja bat la Renaissance des Roches Noires sur le score de 4-0 au titre de la 12e journée de Championnat du Maroc féminin D3-Ligue de Casablanca.
Le 15 mai, les dames du Raja battent l'Union Lissasfa au Complexe sportif Raja-Oasis lors de la dernière journée (3-1), et terminent la saison en deuxième position avec 46 points en 20 matchs, à 9 longueurs derrière l'Union Essalam (USDS) qui remonte en deuxième division.
À l'aube de la saison 2022-2023, le Raja fait acquisition du Club Sportif Atlas 05 et regagne la division d'élite après un accord conclu entre Aziz El Badraoui et le président du club en question Mohamed Sellak. Ce mouvement s'inscrit dans la volonté du club de se conformer aux exigences de la FRMF qui oblige désormais les clubs d'élite d'avoir des équipes professionnelles de futsal et de football féminin.

## Palmarès
| Compétitions nationales |
| --- |
| - Coupe du trône féminin (1) - Vainqueur en 2010. - Championnat du Maroc féminin - Vice-champion en 2009 - Ligue du Grand Casablanca - Vice-champion en 2022 |

## Personnalités

### Présidents
| Rang | Nom               | Nationalité | Début du mandat   | Fin du mandat     |
| ---- | ----------------- | ----------- | ----------------- | ----------------- |
| 1    | Ahmed Ammor       | Maroc       | 2002              | 10 juillet 2002   |
| 2    | Abdesalam Hanat   | Maroc       | 10 juillet 2002   | 14 juillet 2004   |
| 3    | Abdelhamid Souiri | Maroc       | 14 juillet 2004   | 11 janvier 2007   |
| 4    | Abdellah Rhallam  | Maroc       | 11 janvier 2007   | 4 juin 2010       |
| -    | Abdesalam Hanat   | Maroc       | 4 juin 2010       | 10 mai 2012       |
| 5    | Mohamed Boudrika  | Maroc       | 7 juin 2012       | 20 juin 2016      |
| 6    | Saïd Hasbane      | Maroc       | 20 juin 2016      | 6 avril 2018      |
| 7    | Mohamed Aouzal    | Maroc       | 13 avril 2018     | 13 septembre 2018 |
| 8    | Jawad Ziyat       | Maroc       | 13 septembre 2018 | 14 décembre 2020  |
| 9    | Rachid Andaloussi | Maroc       | 14 décembre 2020  | 27 octobre 2021   |
| 10   | Anis Mahfoud      | Maroc       | 27 octobre 2021   | 16 juin 2022      |
| 11   | Aziz El Badraoui  | Maroc       | 16 juin 2022      | 26 mai 2023       |
| 12   | Mohamed Boudrika  | Maroc       | 26 mai 2023       | -                 |

### Joueuses emblématiques
- Assia Zouhair
- Ghizlane Chebbak
- Rajaa Bentazi
- Aziza Kabli
- Fatima Zahra Dahmos
- Ghizlane Hakim
- Siham Taliouine
- Imane Fadili
- Bouchra Harrat
- Naima Fadel
- Chirine Knaidil
- Latifa Zarhoun
- Chaimaa Idrissi Acherki
- Khaoula Zehouani
- Safaa Bellarabia
- Samira Kochradi
- Amina El Harti
- Nawal Elami